# 神奈川県立氷取沢高等学校
神奈川県立氷取沢高等学校（かながわけんりつ ひとりざわこうとうがっこう）は、神奈川県横浜市磯子区氷取沢町にあった全日制普通科の公立高等学校。

## 概要
神奈川県の「高校百校新設計画」により設立された県立高等学校のひとつで、能見台の高台に立地する。略称は「氷取高（ひとこう）」。
2013年（平成25年）度から3年間、神奈川県教育委員会から「国際教育研究推進校」に指定され、来日海外研修生との交流会や海外姉妹校訪問・受け入れ、校内英語スピーチコンテストの実施など、国際教育が充実していた。
ほとんどの生徒が進学しており、早稲田大学や慶應義塾大学は数名輩出しており、いわゆるMARCHや日東駒専といった有名大学へ多数輩出している。就職する生徒は毎年数名であった。
2020年（令和2年）度より、神奈川県立磯子高等学校と統合し、「神奈川県立横浜氷取沢高等学校」が開校した。校舎等は氷取沢高校のものを使用している。

## 沿革
- 1982年（昭和57年）
  - 9月1日 - 神奈川県立横浜臨海方面高等学校設立準備開始。
  - 12月21日 - 現在地にて本校舎第1期工事鉄筋4階建て東棟・北棟竣工。
- 1983年（昭和58年）
  - 1月1日 - 神奈川県立氷取沢高等学校として設立告示。本校舎にて開校事務を開始。校章制定。
  - 2月14日 - 第2期工事体育館棟・格技場棟・渡り廊下竣工。
  - 4月1日 - 開校。横浜臨海学区に属す。校旗制定。
  - 4月5日 - 9学級、405名が入学。
- 1984年（昭和59年）
  - 2月1日 - 第3期工事鉄筋4階建て南棟・鉄筋2階建て西棟竣工。
  - 3月30日 - 外構工事（中庭・校舎周辺造園等）竣工。
  - 11月19日 - 落成式挙行。校歌制定。
- 2005年（平成17年）- 学区制廃止。
- 2020年（令和2年）4月 - 磯子高校と統合し、神奈川県立横浜氷取沢高等学校が開校。

## 基礎データ

### 所在地
神奈川県横浜市磯子区氷取沢町938-2

### 交通
- 京急線 能見台駅から京浜急行バス「氷取沢高校行」で終点「氷取沢高校」下車
- 根岸線 洋光台駅から横浜市営バス107系統「上中里団地循環」又は京浜急行バス107系統「金沢文庫駅西口行」で「下ヶ谷」下車
- 京急線 金沢文庫駅から京浜急行バス107系統「洋光台駅行」又は京浜急行バス富3系統「京急富岡駅行」で「下ヶ谷」下車
- 京急線 京急富岡駅から京浜急行バス富3系統「金沢文庫駅西口行」で「下ヶ谷」下車
- 京急線 上大岡駅から江ノ電バス「上中里循環」又は「磯子台団地」で「下ヶ谷」下車
- 根岸線 磯子駅から横浜市営バス 293系統「上中里循環」又は「磯子台団地」で「下ヶ谷」下車

### 校章
「氷の結晶」と「翼」を図案化したもの。初代教頭のデザイン。

### 校歌
1984年（昭和59年）11月に制定。作詞・岡野弘彦、作曲・中田喜直。

### 制服
男子は詰襟にスラックス、女子はブレザーにプリーツスカート。
夏服は、それぞれ詰襟、ブレザーを着用しなくてよく、ワイシャツに替えて白ポロシャツも可。

## 主な学校行事
- 6月 - 体育祭
- 9月 - 学園祭「氷炎祭」
- 11月 - 修学旅行
- 2月 - 合唱祭
- 3月 - 球技大会

## 活動
文化部
合唱部
イラスト部
軽音楽部
茶道部
演劇部
ジャズ部
吹奏楽部
美術部
ボランティア部
文芸部
IST(情報科学技術)同好会
運動部
剣道部
硬式野球部
サッカー部
男子ソフトテニス部、女子ソフトテニス部
体操部
卓球部
ダンス部
男子バスケットボール部、女子バスケットボール部
男子バドミントン部、女子バドミントン部
女子バレー部
陸上競技部
テニス部

## 関係者と組織
PTA活動では懇談会やセミナーも行う。同窓会は「辛夷会（こぶしかい）」と称する。

## 著名な出身者
- 山岡和美 - ナレーター、元ニッポン放送アナウンサー
- 向井理 - 俳優
- 飯田義隆 - セパタクロー日本代表
- 山田昌寛 - セパタクロー日本代表
- 鈴木雄斗 - サッカー選手
- 櫻井三千代 - FM群馬パーソナリティ
- 森下直人[1] - お笑い芸人、ななまがり